# Höhmorit járás
Höhmorit járás (mongol nyelven: Хөхморьт сум) Mongólia Góbi-Altaj tartományának egyik járása. Területe 6300 km². Népessége kb. 3300 fő.
Székhelye Szajn Uszt (Сайн Уст), mely 210 km-re északnyugatra fekszik Altaj tartományi székhelytől.